# براندون کوملی
براندون کوملی (انگلیسی: Brandon Comley؛ زادهٔ ۱۸ نوامبر ۱۹۹۵) بازیکن فوتبال اهل بریتانیا است.
از باشگاه‌هایی که در آن بازی کرده‌است می‌توان به باشگاه فوتبال کارلایل یونایتد، باشگاه فوتبال گریمزبی تاون، باشگاه فوتبال کویینز پارک رنجرز، و باشگاه فوتبال کولچستر یونایتد اشاره کرد.
وی همچنین در تیم ملی فوتبال مونتسرات بازی کرده‌است.